# Beau Brady
Beau Brady conocido actualmente como Johnny Brady, es un actor australiano, conocido por haber interpretado a Noah Lawson en la serie australiana Home and Away.

## Biografía
En el 2000 comenzó a salir con la actriz Bec Hewitt, poco después la pareja se comprometió en enero del 2004, sin embargo Bec terminó la relación ese mismo año después de cuatro años juntos y se comprometió con el tenista Lleyton Hewitt.
En el 2010 durante una entrevista Beau dijo que proponerle matrimonio a Bec fue el mayor error que ha hecho en su vida.
Poco después en el 2006 comenzó a salir con la actriz Natalie Blair a quien conoció en el set de la película Voodoo Lagoon. La pareja se comprometió, sin embargo después de estar casi dos años juntos, en enero del 2007 terminaron su relación luego de que Beau decidiera mudarse a los Ángeles para seguir con su carrera. 

## Carrera
En el 2000 obtuvo su primer papel importante en la televisión cuando se unió al elenco de la exitosa y aclamada serie australiana Home and Away; donde interpretó a Noah Lawson hasta el 2004 cuando su personaje murió después de recibir un disparo de Sarah Lewis interpretada por (Luisa Hastings-Edge).
En el 2006 Beau apareció hizo una aparición especial durante la segunda temporada del programa Australia's Next Top Model, disfrazado de fotógrafo y poniendo a prueba las habilidades de posar de cada una de las concursantes.
En el 2008 apareció como personaje invitado en la serie The Bill, donde interpretó a Andy Southgate.

## Filmografía

### Series de televisión
| Año             | Título           | Personaje      | Notas                   |
| --------------- | ---------------- | -------------- | ----------------------- |
| 2017 - presente | Dream Channel    | Deano Lish     | -                       |
| 2017 - presente | We Were Tomorrow | Warrick Blane  | 4 episodios             |
| 2016            | Hyde & Seek      | Ryan           | episodio # 1.6          |
| 2016            | Secret City      | Todd           | episodio "Falling Hard" |
| 2013            | Wonderland       | Charlie        | 1 episodio              |
| 2008            | The Bill         | Andy Southgate | 1 episodio              |
| 2000 - 2004     | Home and Away    | Noah Lawson    | 92 episodios            |
| 1999            | Breakers         | Joey           | 3 episodios             |

### Películas
| Año  | Título        | Personaje | Notas      |
| ---- | ------------- | --------- | ---------- |
| 2006 | Voodoo Lagoon | Lee       | Secundario |
| 2007 | The King      | Tim       | Secundario |
| 2012 | The Sapphires | Sargento  | Secundario |
| 2015 | Damaged       | Chock     | Secundario |
| 2015 | The System    | Tod       | Secundario |

### Productor
| Año  | Título  | Notas               |
| ---- | ------- | ------------------- |
| 2015 | Damaged | productor ejecutivo |

### Apariciones
| Año  | Programa                   | Notas |
| ---- | -------------------------- | ----- |
| 2006 | Australia's Next Top Model | -     |

## Premios y nominaciones
| Año  | Categoría                    | Premio             | Serie         | Resultado |
| ---- | ---------------------------- | ------------------ | ------------- | --------- |
| 2005 | Most Popular Actor           | Silver Logie Award | Home and Away | Nominado  |
| 2004 | Most Popular Actor           | Silver Logie Award | Home and Away | Nominado  |
| 2001 | Most Popular New Male Talent | Logie Award        | Home and Away | Nominado  |